# 短柄花溝繁縷
短柄花溝繁縷（学名：Elatine triandra）又名三蕊沟繁缕，为溝繁縷科溝繁縷屬下的一个种。